# Visegrád

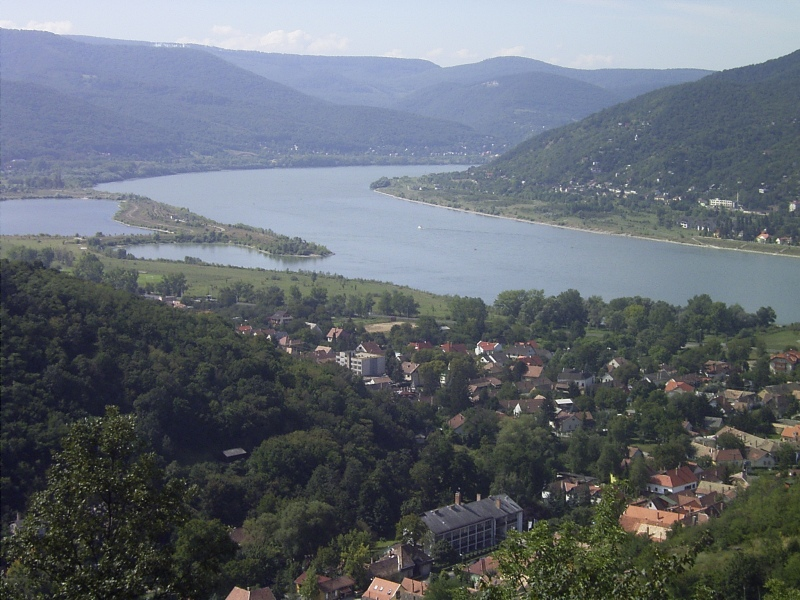
Visegrád – pohled proti proudu Dunaje

Visegrád [višegrád] (česky Vyšehrad či Stoličný Vyšehrad německy Plintenburg) je malé starobylé město na severu Maďarska v ohbí Dunaje, 35 km severně od Budapešti naproti městu Nagymaros. Město má rozlohu 33,27 km² a 1 654 obyvatel (2001). Nad Visegrádem se na pravém břehu Dunaje nachází na skále hrad ze 4. století.

## Historie

### Hrad
V dobách existence římské říše byla oblast dnešního Visegrádu severní hranicí impéria, navíc těžce zkoušenou útoky různých germánských i jiných kmenů, v té době proto Římané na skalní vyvýšenině postavili pevnost (dnes vrch Sibrik).

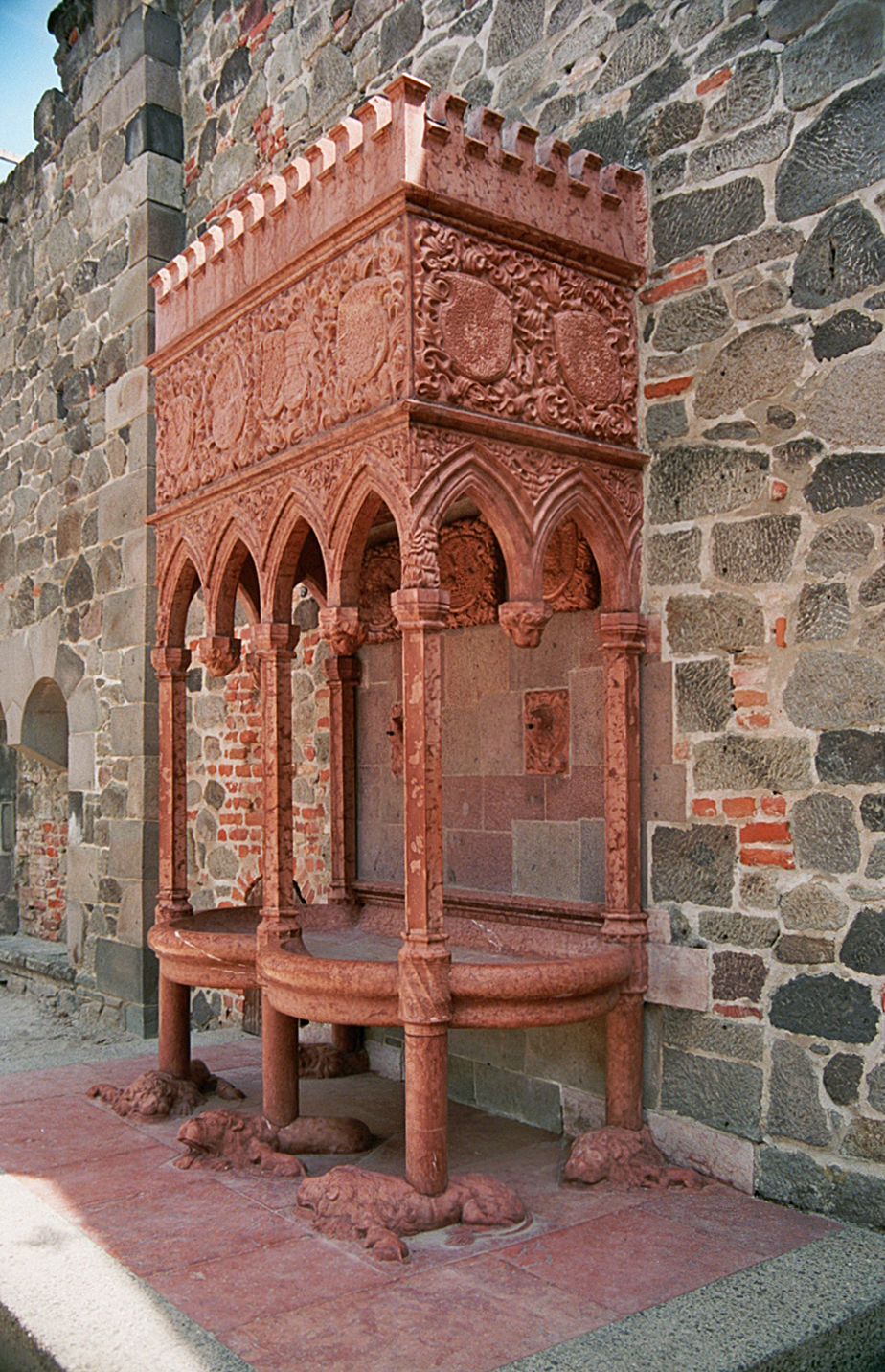
Z výzdoby Matyášova paláce

V dobách středověkého uherského království se Visegrád k roku 1009 připomíná jako župní sídlo (Wsagrad). Po mongolských nájezdech nechal v 50. letech 13. století král Béla IV. zbudovat mohutný hrad (dnes Horní hrad), na který se roku 1323 se dvorem přestěhoval král Karel Robert z Anjou. S tímto hradem byla později novými hradbami s věžemi spojena i starší obytná věž (donjon), zvaná „Šalomounova“ a vznikl tak tzv. Dolní hrad. Poblíž hradu vystavěl Karel Robert královský palác, jeho synem Ludvíkem a později Zikmundem Lucemburským mohutně přestavěný a rozšířený. Tento palác (dnes Královský (či Matyášův) palác) přestavěl mezi lety 1476–84 i král Matyáš Korvín v pozdněgotickém stylu, ale v detailech už vyzdobeném italskými umělci renesančně (první průnik renesance na půdu Střední Evropy!). Turci ho při svém útoku v roce 1544 pobořili tak, že na konci 18. století už po něm nad zemí nebylo stopy.

### Město
Visegrád sloužil jako hlavní město říše i venkovská rezidence uherských panovníků až do ovládnutí dolních Uher Turky, kdy se po opakovaném dobývání v letech 1529 a 1544 zakrátko proměnil v ruiny. Město v podhradí bylo znovu obsazeno na sklonku 17. století a od roku 1878 až dodnes probíhají v areálu hradu archeologické výzkumy a rekonstrukční práce. Královský palác, od roku 1934 postupně vykopaný a částečně zrekonstruovaný, je častým dějištěm nejrůznějších kulturních akcí.

## Významné události
V roce 1335 se zde setkali český král Jan Lucemburský, uherský král Karel I. Robert a polský král Kazimír III. Veliký a uzavřeli protihabsburské spojenectví. Jan Lucemburský se zřekl nároků na polskou korunu za 20 000 kop pražských grošů a byla mu zde přiznána svrchovanost nad Slezskem.
V roce 1339 se tu dohodlo, že po smrti Kazimíra Velkého zasedne na polský trůn jeden ze synů Karla Roberta (Ludvík I. Veliký) pod podmínkou, že bude dodržovat privilegia polské vysoké šlechty (magnátů) a Kazimír Veliký nebude mít syna.
Roku 1991 se zde (Dolní královský palác – hrad, ulice Fő 23–29, dnes Muzeum krále Matyáše), zástupci ČSFR, Maďarska a Polska dohodli na spolupráci při vstupu do EU (místo bylo zvoleno symbolicky, jako připomínka setkání tří králů v roce 1335). Vznikla tak Visegrádská skupina.

## Partnerská města
- Lanciano, Itálie
- Obergünzburg, Německo